# Saprosma subrepandum
Saprosma subrepandum là một loài thực vật có hoa trong họ Thiến thảo. Loài này được (K.Schum. & Lauterb.) Valeton miêu tả khoa học đầu tiên năm 1911.